# Awake (альбом Dream Theater)
Awake (рус. проснись; наяву) — третий студийный альбом прогрессив-метал-группы Dream Theater, изданный 4 октября 1994 года на лейбле East West и ставший последним альбомом, в котором принял участие клавишник Кевин Мур. Этот альбом отмечен и тем, что он стал первым в истории Dream Theater, когда сочинением музыки и лирики занимались все участники коллектива. На 2 июля 2008, базой данных The Metal Archives Awake назван лучшим альбомом Dream Theater. Мурат Батмаз, корреспондент популярного издания прогрессивного рока и метала «Sea of Tranquility» рассматривает Awake как один «из удивительных, глубоких и бесконечных шедевров» и «прекрасных».

## История
В мае 1994 года Dream Theater занялись записью нового альбома.
Он имел более тяжёлый звук, чем предыдущие альбомы, что могло служить основанием для разделения мнений об альбоме. Незадолго после того, как альбом был сведён, Кевин Мур дал знать остальным членам Dream Theater, что он хочет сконцентрироваться на своих музыкальных интересах и покинуть группу. В результате этого группа была вынуждена срочно искать нового клавишника перед тем, как планировать следующий тур.
На место Мура был приглашён неизвестный в то время в кругах рок-музыки, подающий надежды клавишник Джордан Рудесс. Группа планировала отыграть с ним пробный концерт в надежде на то, что он присоединится к группе. Несмотря на то что концерт в Бербанке, штат Калифорния, прошёл удачно, Рудесс решил принять приглашение от группы The Dixie Dregs вместо Dream Theater. В качестве клавишника был нанят Дерек Шеринян, который по результатам тура в поддержку Awake стал новым постоянным клавишником Dream Theater.
Спустя некоторое время после записи альбома, Джеймс ЛаБри перенёс ужасный случай пищевого отравления и разорвал голосовые связки при рвоте. Доктора посоветовали вокалисту дать голосовым связкам длительный отдых, таким образом он мог возвратить свои вокальные данные, но, против их пожеланий, он принял участие в туре.

## Список композиций
| #  | Оригинальное название                     | Перевод                   | Музыка / Слова                             | Длительность |
| -- | ----------------------------------------- | ------------------------- | ------------------------------------------ | ------------ |
| 1  | 6:00                                      | 6:00                      | Dream Theater, Кевин Мур                   | 5:31         |
| 2  | Caught in a Web                           | Попавший в паутину        | Dream Theater, Джеймс ЛаБри, Джон Петруччи | 5:28         |
| 3  | Innocence Faded                           | Потерянная невинность     | Dream Theater, Джон Петруччи               | 5:43         |
| 4  | A Mind Beside Itself: I. Erotomania       | Эротомания                | Dream Theater                              | 6:45         |
| 5  | A Mind Beside Itself: II. Voices          | Голоса                    | Dream Theater, Джон Петруччи               | 9:53         |
| 6  | A Mind Beside Itself: III. The Silent Man | Тихий человек             | Джон Петруччи, Джон Петруччи               | 3:48         |
| 7  | The Mirror                                | Зеркало                   | Dream Theater, Майк Портной                | 6:05         |
| 8  | Lie                                       | Ложь                      | Dream Theater, Кевин Мур                   | 6:34         |
| 9  | Lifting Shadows off a Dream               | Тени растворяются в мечте | Dream Theater, Джон Маянг                  | 6:05         |
| 10 | Scarred                                   | Покрытый шрамами          | Dream Theater, Джон Петруччи               | 11:00        |
| 11 | Space-Dye Vest                            | Жилет Космического цвета  | Dream Theater, Кевин Мур                   | 7:29         |

Space-Dye Vest (рус. Жилет Космического цвета) — одиннадцатая и заключительная композиция, продолжительностью 7 минут 30 секунд. Была написана целиком и полностью клавишником группы Кевином Муром, и главным образом состоит из мрачного, задумчивого дуэта между Муром, играющим на фортепьяно, и вокалистом Джеймсом ЛаБри, пока не вступает остальная часть коллектива, придавая композиции накал и драматичность. Композиция заканчивается соло Мура на клавишных.
Композиция известна тем, что никогда не исполнялась группой на концертах. Кевин Мур покинул группу после того, как песня была включена в альбом. Некоторые члены группы выразили мнение, что не желают исполнять её без Mура, так как права на песню принадлежат Муру. Теперешний клавишник, Джордан Рудесс, однако, в недавнем интервью заявил, что он хотел играть песню вживую, только бы согласилась остальная часть команды. В демоверсии композиции можно слышать Мура на вокальных партиях. Впоследствии песня всё таки стала исполняться на концертах.
Кевин Мур сказал японскому интервьюеру о песне:
«Я просматривал каталог одежды и увидел фотографию девушки, демонстрирующей часть одежды, называемой „Жилет космического цвета“. И я влюбился в неё по какой-то странной причине и в эту минуту, пока я смотрел на неё, я был одержим этой девушкой, у меня в голове крутились мысли „почему со мной это происходит?“ и я заметил, что это со мной происходило довольно часто в последнее время. И я думаю, что главной причиной этого, было то, что я только недавно пережил разрыв отношений, где я был брошен, и я думаю, что я не успел отдать то, что готов был отдать, поэтому я, как будто бросал это вокруг, ставя цели в разных направлениях. Я везде находил это отражение. И эта песня просто пытается передать мои ощущения после своеобразной потери. Так что это одна из „темных“ песен. Хотя она была для меня очень просветляющей.»
«Space Dye Vest … трагична. Это вообще самая грустная песня из тех, что я писал. Весь альбом You Go Now о том, что можно сделать шаг назад и посмотреть на все как бы со стороны или что-то вроде этого. Но когда я писал песню Space Dye Vest, я как бы находился в самом центре всех этих переживаний, и, конечно, тогда не было и речи о какой-то объективной точке зрения. Вот откуда на самом деле эта песня»

## Обложка
Обложка представляет собой иллюстративное представление песен:
- Час и минута на Луне представляет композицию «6:00»
- Паутина около зеркала представляет композицию «Caught in a Web»
- Большое зеркало на переднем плане представляет композицию «The Mirror»
- Ложное отражение, замеченное на зеркале, представляет композицию «Lie»
- Отражение зеркала в цвете представляет композицию «Lifting Shadows off a Dream», и также видео «Silent man»
- Старик, как показано на видео к музыке представляет композицию «Silent man»
- Вечернее небо с планетой представляет композицию «Space-Dye Vest»

## Позиции в чартах
| Год  | Чарт          | Позиция |
| ---- | ------------- | ------- |
| 1994 | Billboard 200 | 32      |
| 1994 | UK Top 75     | 65      |
| 1994 | DAT20         | 15      |

## В записи принимали участие
- Джеймс ЛаБри — вокал
- Джон Маянг — бас-гитара
- Джон Петруччи — гитара
- Майк Портной — ударные
- Кевин Мур — клавишные